# Monica Gunne
Ingrid Monica Gunne, född 24 juni 1945 i Nordmalings församling, Västerbottens län, död 6 oktober 2016 i Katarina församling, Stockholm,  var en svensk journalist och författare. 
Gunne, som var dotter till forstmästare Kjell-Olof Hellström och Karin Johansson, avlade studentexamen 1966 samt studerade vid Umeå och Stockholms universitet. Hon blev journalist på Svensk Damtidning 1974, frilansjournalist 1981, var redaktör för Fredrika Bremer-förbundets tidskrift Hertha 1982–1985, blev samordnare för Söndagsbladet på Aftonbladet 1984 och pluschef där 1987. Hon var featurechef på Aftonbladet 1992–2000 och startade Aftonbladet/Kvinna 1992. Hon var även kolumnist på Aftonbladet.
Priser och nomineringar: Cancerfondens journalistpris 2003 för bästa reportage. 1,6 miljonerklubbens Journalistpris 2008. 2009 blev Monica Gunne nominerad till Schibsted Journalism Award.
År 2010 utgav hon tillsammans med Susanne Hobohm och Amelia Adamo boken Sex, systerskap och några män senare.